# Acinipe
Acinipe is een geslacht van rechtvleugeligen uit de familie Pamphagidae. De wetenschappelijke naam van dit geslacht is voor het eerst geldig gepubliceerd in 1838 door Rambur.

## Soorten
Het geslacht Acinipe omvat de volgende soorten:
- Acinipe algerica Brunner von Wattenwyl, 1882
- Acinipe algeriensis Descamps & Mounassif, 1972
- Acinipe angustipennis Chopard, 1943
- Acinipe arthemisiae Descamps & Mounassif, 1972
- Acinipe atlantis Descamps & Mounassif, 1972
- Acinipe bicoloripes Descamps & Mounassif, 1972
- Acinipe calabra Costa, 1836
- Acinipe comptei Llorente del Moral, 1980
- Acinipe deceptoria Bolívar, 1878
- Acinipe dissipata Descamps & Mounassif, 1972
- Acinipe eulaliae Olmo-Vidal, 2009
- Acinipe expansa Brunner von Wattenwyl, 1882
- Acinipe galvagnii Cusimano & Massa, 1977
- Acinipe hesperica Rambur, 1838
- Acinipe ignatii Llorente del Moral & Presa, 1983
- Acinipe mabillei Bolívar, 1878
- Acinipe minima Werner, 1931
- Acinipe muelleri Krauss, 1893
- Acinipe nadigi Descamps & Mounassif, 1972
- Acinipe paulinoi Saussure, 1887
- Acinipe perisi Llorente del Moral & Presa, 1983
- Acinipe rifensis Descamps & Mounassif, 1972
- Acinipe rungsi Descamps & Mounassif, 1972
- Acinipe segurensis Bolívar, 1908
- Acinipe strigata Roberts, 1938
- Acinipe tibialis Fieber, 1853
- Acinipe tubericollis Werner, 1932